# Powiat Ajka
Powiat Ajka (węg. Ajkai járás) − jeden z dziesięciu powiatów komitatu Veszprém na Węgrzech. Siedzibą władz jest miasto Ajka.

## Miejscowości powiatu Ajka
- Ajka – siedziba władz powiatu
- Csehbánya
- Farkasgyepű
- Halimba
- Kislőd
- Magyarpolány
- Nyirád
- Öcs
- Szőc
- Úrkút
- Városlőd[2]